# Kvillinge församling
Kvillinge församling var en församling i Linköpings stift inom Svenska kyrkan i Norrköpings kommun. Församlingen uppgick 2010 i Kolmårdens församling.
Församlingskyrka var Kvillinge kyrka och Ättetorpskyrkan i Åby.
År 2006 fanns i församlingen 8 027 invånare.

## Administrativ historik
Församlingen har medeltida ursprung. Ur församlingen utbröts 1655 Simonstorps församling. 
Församlingen utgjorde till 1655 ett eget pastorat, därefter till 2010 var församlingen moderförsamling i pastoratet Kvillinge och Simonstorp.Församlingen uppgick 2010 i Kolmårdens församling.
Församlingskod var 058114.

## Kyrkoherdar
Lista över kyrkoherdar. Prästbostaden låg i Gräslinge vid Kvillinge kyrka.
| Ämbetstid | Namn                                | Levnadstid | Övrigt                                                        |
| --------- | ----------------------------------- | ---------- | ------------------------------------------------------------- |
| 1330–1346 | Canutus Haquini                     |            |                                                               |
| 1348      | Andreas Freouati (Frenati, Franati) | –1348      |                                                               |
| 1351      | Richardus Henichini                 |            |                                                               |
| 1390      | Magnus                              |            |                                                               |
| 1409–1418 | Kanutus                             |            |                                                               |
| 1474      | Nicolaus                            |            |                                                               |
| 1500      | Joannes                             | –1500      |                                                               |
| 1500–1506 | Nicolaus                            |            | Senare canonici i Linköping.                                  |
| 1516–1530 | Olavus                              |            |                                                               |
| 1538–1555 | Gudmundus                           |            |                                                               |
| 1574      | Matthias Olavi                      |            |                                                               |
| 1578–1612 | Laurentius Matthiae                 | –1612      |                                                               |
| 1614–1620 | Olavus Andreæ                       | –1620      |                                                               |
| 1622–1653 | Petrus Petri Franc                  | 1581–1653  |                                                               |
| 1655–1664 | Jonas Bjugg                         | 1619–1664  |                                                               |
| 1666–1674 | Magnus Duræus                       | 1621–1679  | Senare kyrkoherde i Katarina församling, Stockholm.           |
| 1676–1690 | Andreas Lysing                      | 1636–1713  | Senare kyrkoherde i Jakob och Johannes församling, Stockholm. |
| 1690–1691 | Samuel Langelius                    | 1660–1691  |                                                               |
| 1693–1696 | Jonas Austronius                    | 1657–1696  |                                                               |
| 1697–1722 | Samuel Älf                          | 1658–1722  | Kyrkoherde och prost.                                         |
| 1724–1732 | Eric Älf                            | 1696–1732  |                                                               |
| 1734–1738 | Carl Wangel                         | 1689–1738  |                                                               |
| 1740–1757 | Petrus Juringius                    | 1690–1757  |                                                               |
| 1760–1788 | Petrus Älf                          | 1710–1788  | Kyrkoherde och prost.                                         |
| 1788–1789 | Samuel Älf                          | 1745–1789  | Ej att förväxla med den samtida domprosten med samma namn.    |
| 1790–1807 | Samuel Juringius                    | 1728–1807  |                                                               |
| 1808–1823 | Anders Johan Fogelstrand            | 1773–1823  | Kyrkoherde, prost och kontraktsprost.                         |
| 1825–1856 | Nils Mobeck                         | 1782–1856  | Kyrkoherde, prost och kontraktsprost.                         |
| 1857–1865 | Anders Fredrik Sondén               | 1807–1885  | Kyrkoherde och prost. Senare domprost i Skara församling.     |
| 1865–1873 | Carl August Augustinsson            | 1814–1873  |                                                               |
| 1875–1884 | Carl Johan Henrik Engstrand         | 1833–1884  |                                                               |
| 1888–1891 | Johan Magnus Cassel                 | 1831–1891  |                                                               |
| 1892–1919 | Johan Nyrén                         | 1843–1921  |                                                               |
| 1973–1984 | Andreas Adell                       | 1919–      | [ 4 ]                                                         |
| 1998–2006 | Göran Magnus Ulfner                 | 1942–      |                                                               |

### Komministrar
Komministerbostad låg i Ettetorp.
| Ämbetstid | Namn                        | Levnadstid | Övrigt                                      |
| --------- | --------------------------- | ---------- | ------------------------------------------- |
| 1593      | Ericus                      |            |                                             |
| 1627–1638 | Nicolaus Ljurenius          | –1669      | Senare kyrkoherde i Gårdeby församling.     |
| 1638–1641 | Nicolaus Arvidi             | –1641      |                                             |
| 1642–1646 | Haquinus Wolsbergius        | 1607–1675  | Senare kyrkoherde i Örberga församling.     |
| 1646–1656 | Olavus Corylander           | –1678      | Senare kyrkoherde i Mogata församling.      |
| 1656–1668 | Benedictus Ingolphi Styrman | –1668      |                                             |
| 1668–1710 | Petrus Olai Netzelius       | 1630–1710  |                                             |
| 1710      | Johannes Netzelius          |            | Senare kyrkoherde i Skällviks församling.   |
| 1719–1740 | Petrus Juringius            | 1690–1757  | Senare kyrkoherde i församlingen.           |
| 1740–1760 | Magnus Moselius             | 1708–1783  | Senare kyrkoherde i Östra Eneby församling. |
| 1760–1779 | Samuel Juringius            | 1728–1807  | Senare kyrkoherde i församlingen.           |
| 1779–1803 | Georg Engström              | 1745–1822  | Senare kyrkoherde i Kristbergs församling.  |
| 1803–1812 | Olof Scherling              | 1746–1812  |                                             |
| 1813–1839 | Samuel Jurginius            | 1771–1861  | Senare kyrkoherde i Konungsunds församling. |
| 1839–1843 | Per Olof Moberger           | 1799–1873  | Senare kyrkoherde i Västerlösa församling.  |
| 1842      | Erik Johan Engelholm        |            | Senare komminister i Västra Eds församling. |
| 1855      | Per Oliver Hjorton          | 1818–1891  | Senare kyrkoherde i Torpa församling.       |
| 1871–1913 | Isak Petter Alfred Amnell   | 1837–1913  |                                             |
| 1916–1922 | Eskil Dahlberg              | 1879–      |                                             |

## Klockare, kantor och organister
| Ämbetstid | Namn                | Levnadstid | Övrigt                |
| --------- | ------------------- | ---------- | --------------------- |
| 1713      | Jon Thoresson       |            | Klockare              |
|           | Jöns Jönsson        | 1705–      | Klockare              |
| 1761–1771 | Johan Hallman       | 1712–      | Klockare              |
| 1774–1810 | Magnus Hyhlman      | 1751–1810  | Klockare              |
| 1811–1821 | Jon Sandström       | 1788–      | Klockare              |
| 1821–1832 | Anders Peter Tåhlin | 1803–      | Organist och klockare |
| 1832–1890 | Carl Fredrik Thålin | 1808–      | Organist och klockare |

### Organister
| Ämbetstid | Namn              | Levnadstid | Övrigt   |
| --------- | ----------------- | ---------- | -------- |
| 1713      | Lars/Carl Jönsson |            | Organist |
| 1761–1770 | Anders Ericsson   | 1708–      | Organist |